# Chori Chori Chupke Chupke
Chori Chori Chupke Chupke (Hindi: चोरी चोरी चुपके चुपके, Urdu: چوری چوری چپکے چپکے, Corī Corī Cupke Cupke, [ʧoɽiː ʧoɽiː ʧupke ʧupke], wörtl.: versteckt versteckt leise leise; dt. Alternativtitel: Das Liebesdreieck) ist ein Bollywood-Film aus dem Jahr 2001.

## Handlung
Raj und Priya lernen sich auf einer Feier kennen und verlieben sich ineinander. Kurz danach heiraten sie auch schon. Zum perfekten Glück fehlt nur noch ein gemeinsames Kind, und es dauert auch nicht lange, bis Priya schwanger wird. Doch durch einen Unfall während eines Cricket-Spiels erleidet die junge Frau eine Fehlgeburt. Als ob das nicht schon schlimm genug wäre, wird festgestellt, dass Priya keine weiteren Kinder bekommen kann. Sie kann sich aber mit diesem Schicksal nicht abfinden und überredet ihren Ehemann ein Kind durch eine Leihmutter austragen zu lassen. Eine Adoption kommt für Priya nicht in Frage, denn sie will unbedingt, dass das Kind wenigstens von Raj ist. Nachdem nur der Arzt und die besten Freunde in den Plan eingeweiht werden, wird Raj auf Madhubala aufmerksam gemacht. Sie ist eine junge Tänzerin im Rotlichtmilieu und ist angesichts des gebotenen Geldes bereit, das Kind für das junge Ehepaar zu bekommen. Gemeinsam fliegen die drei in die Schweiz, um ihr Vorhaben dort durchzuführen. In Europa angekommen werden die zwei Frauen zu guten Freundinnen. Priya gelingt es schließlich auch, dass sich Madhubala und Raj näherkommen. Schließlich wird Madhubala auch schwanger, und in ihr wächst nicht nur ein Kind heran, auch ihre Gefühle für Raj werden immer größer.
Als ganz unerwartet die Familie von Raj auftaucht, muss Priya eine Schwangerschaft vorspielen. Madhubala wird der Familie als gute Freundin vorgestellt, deren Mann angeblich verreist ist, und sie deshalb bei Priya und Raj wohnt. Der Großvater der Familie besteht darauf das Priya ihr Kind in Indien zu Welt bringt, und auch Madhubala soll mit nach Indien kommen und mit ihnen ihm Haus der Familie leben, um dort auch schließlich ihr Kind zu gebären.
Zurück in Indien wird Madhubala sehr herzlich von der Familie aufgenommen und genießt das zuvor nie gekannte Familienleben. Sie freut sich auf die Geburt ihres und Rajs Kindes, und in ihr wird das Gefühl stark, das Kind selbst großzuziehen. Sie versucht aus dem Haus zu fliehen, wird jedoch von Priya aufgehalten. Jede der beiden Frauen versucht nun das Kind für sich zu gewinnen. Während einer Diskussion kommt es zu großen Komplikationen bei Madhubala.
Im Krankenhaus wird Raj und Priya eröffnet, dass nur eines der zwei Leben gerettet werden kann. Und bevor noch mehr Zeit vergeht, entscheidet Priya über Leben und Tod.
Priya fordert den Arzt auf, die Mutter zu retten. Allerdings wendet sich alles doch noch zum Guten, und das Kind kommt gesund zur Welt. Priya und Raj nehmen das Kind an sich und erzählen Rajs Familie, dass Madhubala eine Totgeburt hatte.
Nach der Geburt verlässt Madhubala die Familie mit dem Versprechen, nicht dorthin zurückzugehen, wo sie herkommt.

## Hintergrund
Die in der Schweiz spielenden Szenen wurden in Engelberg (Kanton Obwalden) und auf dem benachbarten Berg Titlis gedreht. Aufgrund mehrerer dort gedrehter indischer Filme (auch Dilwale Dulhania Le Jayenge – Wer zuerst kommt, kriegt die Braut) wird der Ort von vielen indischen Touristen besucht.

## Auszeichnungen
- 2002: Salman Khan gewinnt den Best Sensational Actor-Preis bei Z-Gold Bollywood Awards